# Гэнъэй
Гэнъэй (яп. 元永 гэнъэй) — девиз правления (нэнго) японского императора Тоба, использовавшийся с 1118 по 1120 год .

## Продолжительность
Начало и конец эры:
- 3-й день 4-й луны 6-го года Эйкю (по юлианскому календарю — 25 апреля 1118);
- 10-й день 4-й луны 3-го года Гэнъэй (по юлианскому календарю — 9 мая 1120).

## Происхождение
Название нэнго было заимствовано из классического древнекитайского сочинения Книга Перемен:「比吉原筮元永貞、无咎」」.

## События
- 1118 год (9-я луна 1-го года Гэнъэй) — император совершил паломничество по святыням Кумано (яп. 熊野神社) в городе Вакаяма[6]; в их числе: Кумано хонгу тайся, Кумано нати тайся и Кумано хаятама тайся[7];
- 1118 год (12-я луна 1-го года Гэнъэй) — император Тоба посетил фестиваль монастыря Сайсё-дзи (яп. 最勝寺), построенного под покровительством государя[8];
- 1118—1119 годы (1-й и 2-й годы Гэнъэй) — в Киото начался голод, прокатившийся по все стране[9][10];
- 1119 год (8-я луна 2-го года Гэнъэй) — принц крови Арихито получил фамилию Минамото и был повышен до 2 ранга 3-го класса. Отец Арихито, Сикэхито-синно, был третьим сыном императора Го-Сандзё и младшим братом императора Тоба. Арихито стал знаменитым поэтом[11].

## Сравнительная таблица
Ниже представлена таблица соответствия японского традиционного и европейского летосчисления. В скобках к номеру года японской эры указано название соответствующего года из 60-летнего цикла китайской системы гань-чжи. Японские месяцы традиционно названы лунами.
| 1-й год Гэнъэй (Земляная Собака)     | 1-я луна*       | 2-я луна   | 3-я луна  | 4-я луна* | 5-я луна | 6-я луна* | 7-я луна  | 8-я луна*  | 9-я луна    | 9-я луна* (високосная) | 10-я луна  | 11-я луна*    | 12-я луна      |
| ------------------------------------ | --------------- | ---------- | --------- | --------- | -------- | --------- | --------- | ---------- | ----------- | ---------------------- | ---------- | ------------- | -------------- |
| Юлианский календарь                  | 24 января 1118  | 22 февраля | 24 марта  | 23 апреля | 22 мая   | 21 июня   | 20 июля   | 19 августа | 17 сентября | 17 октября             | 15 ноября  | 15 декабря    | 13 января 1119 |
| 2-й год Гэнъэй (Земляная Свинья)     | 1-я луна*       | 2-я луна   | 3-я луна* | 4-я луна  | 5-я луна | 6-я луна* | 7-я луна  | 8-я луна*  | 9-я луна    | 10-я луна*             | 11-я луна  | 12-я луна*    |                |
| Юлианский календарь                  | 12 февраля 1119 | 13 марта   | 12 апреля | 11 мая    | 10 июня  | 10 июля   | 8 августа | 7 сентября | 6 октября   | 5 ноября               | 4 декабря  | 3 января 1120 |                |
| 3-й год Гэнъэй (Металлическая Крыса) | 1-я луна        | 2-я луна*  | 3-я луна  | 4-я луна* | 5-я луна | 6-я луна* | 7-я луна  | 8-я луна   | 9-я луна*   | 10-я луна              | 11-я луна* | 12-я луна     |                |
| Юлианский календарь                  | 1 февраля 1120  | 2 марта    | 31 марта  | 30 апреля | 29 мая   | 28 июня   | 27 июля   | 26 августа | 25 сентября | 24 октября             | 23 ноября  | 22 декабря    |                |

* звёздочкой отмечены короткие месяцы (луны) продолжительностью 29 дней. Остальные месяцы длятся 30 дней.